# バテイラ
バテイラ（馬蹄螺）、学名 Omphalius pfeifferi pfeifferi は、古腹足類のクボガイ科に分類される巻貝の一種。北海道南部～九州の太平洋沿岸の岩礁海岸に生息し、海藻類を餌としている。本州の日本海側と朝鮮半島南部に分布するオオコシダカガンガラ（大腰高岩殻）は本種の亜種 O. p. carpenteri (Dunker, 1882) とされている。
しばしば食用にも漁獲され、市場に出回るときは近縁種と同様に「シッタカ」「しったか貝」（尻高貝の意）などの名で売られることが多い。他にカジメダマ、サンカクミナなどの地方名がある。

## 特徴
殻・蓋
成貝は殻高50mm、殻径55mmほどになるが、さらに大きくなることもあり、本州の磯に棲む古腹足類としては比較的大型の種である。貝殻は正円錐形で周縁は明瞭に角張り、底面は平坦で少し凹む感じになる。約7層の螺層はほとんどふくらまず、輪郭はほぼ正三角形。ただしおおむね2cm以下の小型個体は大型個体に比べて平べったく、一見別種に見えることもある。殻表には弱い斜めの肋があるものからほとんどなめらかなものまである。殻色は黒褐色～灰褐色で、生きている時は真っ黒に見えるが、時に紅藻のカイノカワ Peyssonnelia japonica におおわれて全体に茶褐色に見える個体もある。また打ち上げられた古い殻は赤紫色になることもある。底面は周辺に成長線があり、白黒の細かい縞模様が中心に向かって巻き込むように入るが、中央部は白く、中心に深く丸い臍孔がある。臍孔の周囲にはそれを取り巻く1本の螺状の畝うねがあり、うねの末端は殻口で弱い歯を形成する。殻口内は銀白色で真珠層が発達する。
蓋は円型で赤黒褐色の薄い角質、多旋型で核が中央にある。殻口の形にはぴったりとは合わない。
軟体
体は全体に黒いが足の裏は淡色。成熟個体では、卵巣は灰緑色、精巣は乳白色なので雌雄が識別できる。肉を取り出したとき側面内部に見える蚊取り線香のようなものは胃の盲管で、食べた餌をより分ける器官である。
生態
潮間帯下部から水深30mまでの岩礁の、主としてカジメやアラメなどの大型褐藻の生育域に棲息する。岩の表面や大型褐藻類の表面に付着し、海藻や岩上の無節石灰藻などを餌にしている。摂餌は主に夜間に行われ、日中は日の当たらない岩の裏側や石の下縁近くにいる個体が多いが、日中でも摂餌行動をする個体もあり、明瞭な日周活動は観察されていない。
生活史は十分に明らかにされていないが、千葉県における研究では、次のようなことが報告されている。雌雄異体で海水中に放卵放精して受精し、浮遊幼生を経て底生生活に入る。千葉県での産卵期は初夏から秋にかけて長期間にわたると推定され、生殖線の発達のピークが6-7月と9-10月に2度見られることなどから、産卵の最盛期が年2回ある可能性もある。秋に産卵期が終わり、11月になって海水温が低下すると、生殖線は急激に縮小し、翌年の1月頃から徐々に回復する。
稚貝は1年目で殻高約10mm、2年目で殻高20mm前後まで成長する。また、殻高が8-13mmに成長する段階で生殖線も発達し、殻高14mm以上になると生殖線で完全に雌雄の識別できるようになる。この性的成熟に伴うように、若齢期に過ごした比較的小さな転石環境から、直径1m以上の岩の表面や岩礁域にまで棲息範囲を広げる。しかし2年目に殻高20mm前後に達したあとの成長や寿命などに関してはよくわかっていない。
分布
日本の北海道南部から九州南部の大隅半島および甑島列島までの太平洋沿岸に分布する。ただし北海道南部や津軽海峡付近では非常に少なく、ある程度まとまった個体群が見られるのは宮城県～福島県以南の地域である。瀬戸内海の大部分には生息しないが、太平洋から豊後水道を経て流入する海水の影響が強い場所では見られることがある。亜種とされるオオコシダカガンガラは、本州～九州の日本海沿岸部、済州島、朝鮮半島南部に分布する。

## 名称
標準和名は形が馬の蹄に似ていることによる。江戸期の名称を引き継いだもので、江戸末期の貝類図譜である武蔵石寿著『目八譜』（第6巻）の種番号122～126には他書から引用した名称も含め次のような異称も載せられている。
- 百二十二番　馬蹄螺・馬貝・馬ノ爪貝・舩貝・爪貝（以上は『怡顔齋介品』より）、ホウセウカヒ（加州能州方言）
- 百二十四番　唐人笠（馬蹄螺ノ巻留礒草付タル者）
- 百二十六番　一文字　[やや赤紫になった死殻]

属名 Omphalius はギリシア語: Oμφαλός（omphalos：へそ）に由来し、属のタイプである "Trochus rusticus" ＝ コシダカガンガラの目立つ臍孔に因む。種名の pfeifferi は記載者 Dunker と同じドイツの貝類学者プファイファー（ L.Pfeiffer ）への献名である。 pfeifferi を二度書くのは承名亜種（複数ある亜種のなかで最初に記載されたもの：基亜種とも言う）であることを厳密に示すためで、単に Omphalius pfeifferi と書いても誤りというわけではない。
通称
類似種とともに、シッタカ（尻高）、しったか貝、サンカクミナ（三角蜷）、カジメダマ、カジメッタマなどと呼ばれることがある。尻高とは殻の"尻"（殻頂）が高いことを指す。

## 分類
亜種
北海道南部から九州までの日本海沿岸および朝鮮半島南部に分布するものは、亜種オオコシダカガンガラ O. p. carpenteri (Dunker, 1882) として区別されている。一般にバテイラよりも高い円錐形になる傾向があり、殻底に明瞭な螺肋を数本廻らすこと、螺層の斜肋も太く強いことで区別できる。こちらもシッタカ、サンカクミナなどと呼ばれ市場に出回ることがある。韓国名は바다방석고둥もしくは팽이고둥。
属
主に日本の研究者らがバテイラを置くコシダカガンガラ属 Omphalius は、クボガイ属  Chlorostoma などともに Tegula 属（タイプ種はヘビカワターバン）の亜属として扱われることも多い。海産生物のデータベースWoRMSや英語版ウィキペディアではバテイラを Tegula 属に置き、コシダカガンガラ属 Omphalius にはコシダカガンガラ1種のみを置いている。
科
広義の Tegula 属は古くから21世紀初頭まではニシキウズ科に分類されており、Tegula をタイプ属とするクボガイ亜科 Tegulinae Kuroda, Habe et Oyama, 1971自体もニシキウズ科の亜科として1971年に創設された。しかし2008年に公表された論文では、3種類の遺伝子（18S rRNA、28S rRNA、COI )を用いたニシキウズ上科の分子系統解析の結果から、クボガイ亜科はサラサバテイ属 Tectus などと共に、ニシキウズ科ではなくリュウテン科（サザエ科）に編入すべきであるとされた。更に2012年にはより多くの分子情報に基づきクボガイ亜科を独立のクボガイ科とする論文が発表され、海産生物のデータベースWoRMSなどもこれを採用しており、本項もそれに従っている。
古腹足類 Vetigastropoda は目とする場合、亜綱とする場合、階級を与えずに単にクレード（単系統群）とする場合があるが、これもWoRMSに従い亜綱とした。

## 類似種

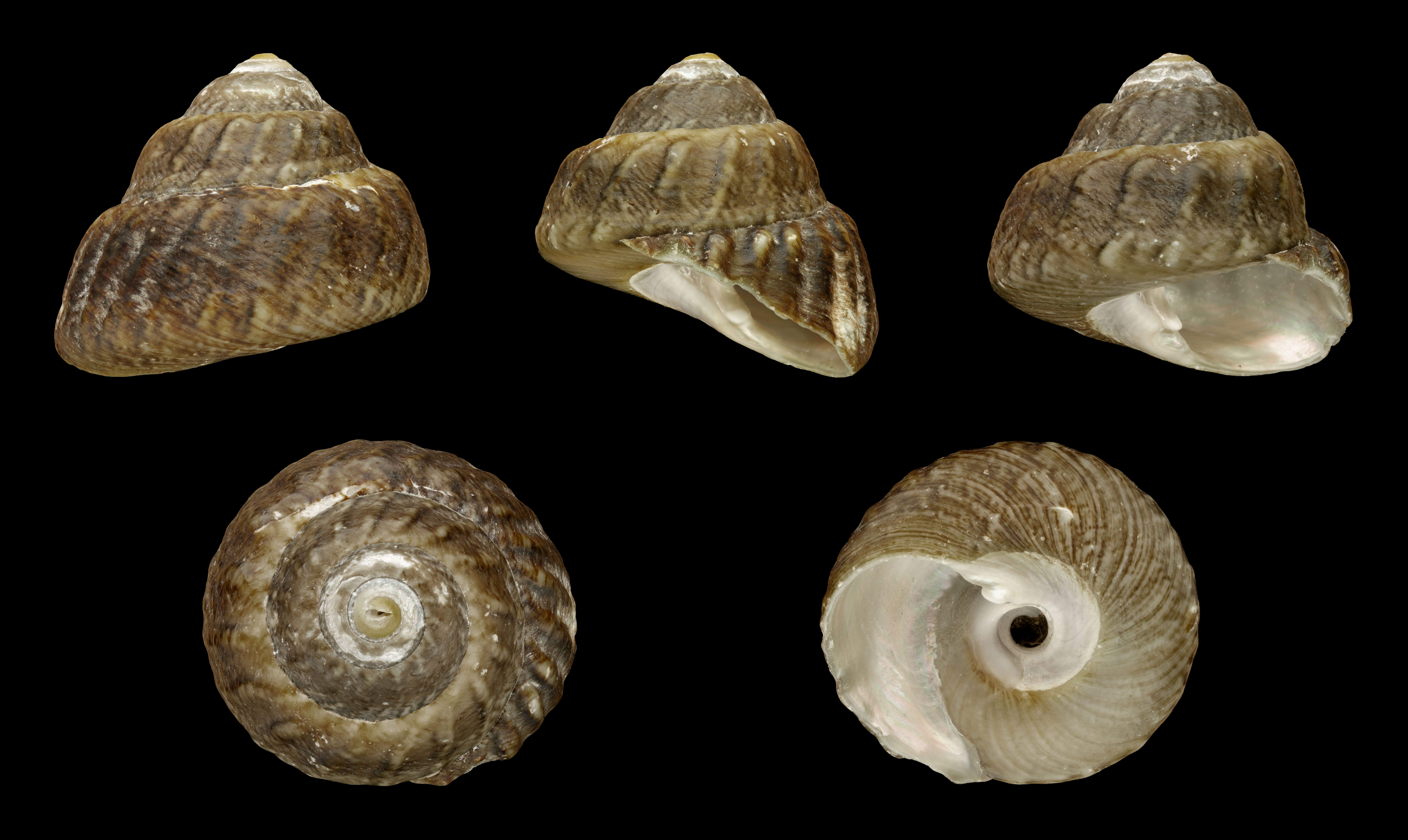
コシダカガンガラ属 Omphalius
（コシダカガンガラ）

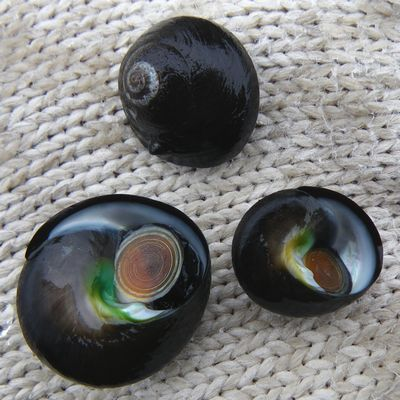
クボガイ属 Chlorostoma
（クマノコガイ）

Tectus 属　（サラサバテイ）

潮間帯の岩礁には円錐形で殻底が平たい類似種が複数あるが、日本産の類似種とは次のように区別される。
コシダカガンガラ属 Omphalius
臍孔周辺（臍孔は閉じていることもある）は白色で、緑やオレンジ色を帯びることはない。クボガイ属と共に Tegula 属の亜属とされることもある。
- バテイラ - 上記を参照。
- オオコシダカガンガラ- バテイラの日本海側亜種。上記を参照。
- ヒメクボガイ -  小型で周縁も輪郭も丸みを帯び、殻表の斜肋は日本産のこの仲間では最も細かい。クボガイの小型個体に似るが、臍孔（臍孔は閉じていることもある）周辺に緑や橙色が全く出ないことで区別できる。
- コシダカガンガラ -  名前に反し殻はさほど高くなく、ときに低平。周縁から殻底にかけては丸みを帯び、色はくすんだ灰色～灰紫色。殻表の斜肋は太い。概形はクボガイによく似て、同じ場所に見られるが、臍孔周辺が無彩色なので区別できる。
- ヒラガンガラ - コシダカガンガラの東北地方～北海道に分布する亜種とされ、より低平で殻表の斜肋は弱くなる傾向があるが、コシダカガンガラとは明確に区別ができない場合もある。

クボガイ属 Chlorostoma
臍孔周辺（臍孔は閉じていることもある）は必ず多少なりとも緑色やオレンジ色を帯びる。周縁は殆ど角張らない。タイプ種は Trochus argyrostomus ＝ヤマタカクボガイで、属名は「緑色の殻口」の意。コシダカガンガラ属に極く近縁で、ともに Tegula 属の亜属とされることもある。クボガイ 、ヘソアキクボガイ 、クマノコガイ などがある。
その他の属
ギンタカハマなどの Tectus 属、ニシキウズなどの Trochus 属といった貝類もバテイラによく似た円錐形で、沿岸岩礁に見られるが、殻には緑色や紅色などの不規則な斑紋が多く黒くは見えない。また縫合や周縁に沿って小さな突起が並ぶものが多く、両属ともに臍孔はない。しかし Trochus 属は一見臍孔のように見える偽臍孔をもつ。バテイラより大型になる種類がいる。

## 利用
分布域沿岸では類似種と共に徒手採捕で漁獲され、塩茹で・味噌汁・煮物などで食用にされる。サザエなどに比べると小型だが、磯の香りと旨味がある。自家消費が主だが、他の類似種も含めシッタカ（尻高）、しったか貝、サンカクミナ、タカセガイなどの総称で市場にも出回ることがある。
また珪藻類を摂食する習性を生かして海水水槽のコケ取り用に飼育されることがある。